# Khoja Ala-ad-din Ali Safaví
Khoja Alā al-Dīn Ali Safawi (1368 - 1429) (persa: خواجه علی سیاهپوش). Tercer murshid o jeque de la tariqa Safaviyya, fue hijo y sucesor de Sadr al-Dīn Mūsā y nieto de Safi al-Dīn Ardabili. Su año de nacimiento es desconocido pero toma el liderazgo de la tariqa Safaviyya después de la muerte de su padre en 1391. 

## Biografía
En 1391, se convirtió en el líder de la Safaviyya, cofradía sufí de Ardabil, y fue sha'ifeen de la Madhab (escuela de ley religiosa del Sunismo) Shāfi‘ī. La época en que se encontró liderando la tariqa fue un período político complicado. Después de la Batalla de Ankara (1402), el victorioso Timur, emir de Transoxiana, había capturado a muchos generales y soldados turcos otomanos. Quería enviarlos como esclavos a Samarcanda, su capital. Timur y el jeque Ali disponían de buenas relaciones. Por lo tanto, el jeque no lo permitió y trató de liberar a los cautivos turcos de ella. Timur aceptó su pedido y liberó a los turcos. Los turcos se quedaron en Ardabil, gracias al jeque. Después de la muerte de Timur (1405), el jeque Ali cambió de bando y fue parte integrante de una alianza en contra Omar Mirza, nieto de Timur. Los Aliados lo derrotaron en la Batalla de Kura en 1405. Las fuerzas principales timuridas fueron expulsadas de Azerbaiyán. 
Ali Safavi fue el primero de su familia en que se convirtió al islam chií abandonando la creencias Sunita-Shāfi‘ī de sus antecesores, los miembros posterires de la orden de Safaviyya lo siguen en su conversión. 
En 1429, el jeque Ali Safavi falleció cerca de Jerusalén cuando regresaba de la peregrinación y fue enterrado en Tabriz. Lo sucedió su hijo Ibrahim Shāh como jeque de la tariqa Safaviyya.

## Familia
El jeque Ali se casó con una nieta del sultán yalaírida Shaikh Husayn Yalaír. De esta unión nacieron dos hijos conocidos:
- Ibrahim Shāh;
- Jafar.